# العلاقات السويسرية الكولومبية
العلاقات السويسرية الكولومبية هي العلاقات الثنائية التي تجمع بين سويسرا وكولومبيا.

## مقارنة بين البلدين
هذه مقارنة عامة ومرجعية للدولتين:
| وجه المقارنة                                              | سويسرا                                                                                      | كولومبيا        |
| --------------------------------------------------------- | ------------------------------------------------------------------------------------------- | --------------- |
| المساحة (كم2)                                             | 41.28 ألف                                                                                   | 1.14 مليون      |
| عدد السكان (نسمة)                                         | 8.21 مليون                                                                                  | 49.07 مليون     |
| الكثافة السكانية (ن./كم²)                                 | 198.89                                                                                      | 43.04           |
| العاصمة                                                   | برن                                                                                         | بوغوتا          |
| اللغة الرسمية                                             | اللغة الألمانية، اللغة الإيطالية، لغة فرنسية، اللغة الرومانشية، الألمانية السويسرية الموحدة | اللغة الإسبانية |
| العملة                                                    | فرنك سويسري                                                                                 | بيزو كولومبي    |
| الناتج المحلي الإجمالي (بليون دولار)                      | 678.89 مليار                                                                                | 309.19 مليار    |
| الناتج المحلي الإجمالي (تعادل القوة الشرائية) بليون دولار | 518.07 مليار                                                                                | 724.96 مليار    |
| الناتج المحلي الإجمالي الاسمي للفرد دولار أمريكي          | 80.94 ألف                                                                                   | 7.60 ألف        |
| الناتج المحلي الإجمالي للفرد دولار أمريكي                 | 59.54 ألف                                                                                   | 13.36 ألف       |
| مؤشر التنمية البشرية                                      | 0.930                                                                                       | 0.720           |
| رمز المكالمات الدولي                                      | +41                                                                                         | +57             |
| رمز الإنترنت                                              | .ch، .swiss ‏                                                                                | .co             |
| المنطقة الزمنية                                           | توقيت وسط أوروبا، ت ع م+01:00، ت ع م+02:00، أوروبا/زيورخ ‏                                   | 00              |

## منظمات دولية مشتركة
يشترك البلدان في عضوية مجموعة من المنظمات الدولية، منها:
| علم المنظمة | اسم المنظمة                               | تاريخ انضمام سويسرا | تاريخ انضمام كولومبيا |
| ----------- | ----------------------------------------- | ------------------- | --------------------- |
|             | مؤسسة التمويل الدولية                     | 29 مايو 1992        | 20 يوليو 1956         |
|             | منظمة حظر الأسلحة الكيميائية              | ?                   | ?                     |
|             | يونسكو                                    | 28 يناير 1949       | 31 أكتوبر 1947        |
|             | الاتحاد الدولي للاتصالات                  | 1866                | 25 أغسطس 1914         |
|             | الأمم المتحدة                             | 10 سبتمبر 2002      | 5 نوفمبر 1945         |
|             | منظمة الشرطة الجنائية الدولية             | ?                   | ?                     |
|             | البنك الدولي للإنشاء والتعمير             | 29 مايو 1992        | 24 ديسمبر 1946        |
|             | الاتحاد البريدي العالمي                   | ?                   | ?                     |
|             | مؤسسة التنمية الدولية                     | 29 مايو 1992        | 16 يونيو 1961         |
|             | منظمة التجارة العالمية                    | ?                   | ?                     |
|             | الفريق المعني برصد الأرض                  | ?                   | ?                     |
|             | المركز الدولي لتسوية المنازعات الاستشارية | 14 يونيو 1968       | 14 أغسطس 1997         |
|             | وكالة ضمان الاستثمار متعدد الأطراف        | 12 أبريل 1988       | 30 نوفمبر 1995        |

## أعلام
هذه قائمة لبعض الشخصيات التي تربطها علاقات بالبلدين:
- أليساندرو فريجيريو (لاعب كرة قدم سويسري، 15 نوفمبر 1914 – 10 يناير 1979)
- أندريس فيشر مونيوث (فنان كولومبي، 1965 – )
- رافائيل رييس (5 ديسمبر 1849 – 18 فبراير 1921)
- يوهان فونلانتين (لاعب كرة قدم، 1 فبراير 1986[24] – )

## وصلات خارجية
- موقع وزارة الخارجية السويسرية